# 红岗山野生动物保护区
红岗山野生动物保护区，另译红岗野生动物保护区，是缅甸北部的一个野生动物保护区，面积达2,703.95 km2（1,044.00 sq mi）。该保护区成立于2003年。
该保护区包括河流栖息地、常绿阔叶林、温带森林、落叶林和高山森林，与開加博峰國家公園、本帕本山野生动物保护区和胡冈谷地野生动物保护区相邻，共同构成了一个占地30,269 km2（11,687 sq mi）的大型天然森林保护区，称为北部森林综合体。该保护区由林业部门管理。
2001年至2005年间，利用相機陷阱调查记录到的野生动物包括雲豹、金貓、纹猫、豹貓、黃喉貂和斑林狸等。
2015年，中国科学院昆明动物研究所东南亚野生动物多样性研究组陈小勇带领团队在对缅甸红岗山野生动物保护区的考察中，发现了一批异齿鰋标本，这是此前尚未被发现的新物种，并将其命名为红岗异齿鰋。